# Jota Pe Hernández
Jonathan Ferney Pulido Hernández (Bucaramanga, 6 de enero de 1992), más conocido como Jota Pe Hernández, es un youtuber, predicador y músico cristiano, y activista político de Colombia de tendencia conservadora. Fue electo en marzo de 2022 como senador de la República con el aval del Partido Alianza Verde y de la Coalición Centro Esperanza a la cual pertenece el partido, y fue el tercer candidato más votado a nivel nacional por lista abierta.
Pulido Hernández ganó el respaldo popular que lo llevó al congreso gracias a su contenido enfocado en apoyar los jóvenes que respaldaban el paro nacional de 2021 y su antagonismo al partido Centro Democrático, una vez electo ha coincidido con dicho partido y el partido Partido Cambio Radical en el congreso al oponerse al gobierno Petro y oponerse a varias iniciativas impulsadas desde su propio partido y por la llamada «bancada alternativa».

## Inicios
Hernández se dio a conocer gracias a su canal de YouTube que inicialmente estaba dedicado a hacer fuertes críticas al presidente de Venezuela Nicolás Maduro y a su vez respaldaba las políticas del presidente Iván Duque, como aquellas encaminadas a desconocer el gobierno de Venezuela. Igualmente era crítico de políticos y personalidades de izquierda colombiana, a algunos de los cuales públicamente les insulto y deseó la muerte, y respaldaba abiertamente las posiciones del exprocurador ultraconservador, Alejandro Ordóñez por quien declaró su admiración y respaldo. También publicaba videos de música cristiana y predicación.
Durante los acontecimientos del paro nacional de 2021, Hernández cambió su posición política, convirtiéndose en un férreo crítico del gobierno Duque y del partido de gobierno Centro Democrático y su líder el expresidente Álvaro Uribe y se declaró «arrepentido de haber sido uribista». Para inicios de 2022 contaba con más de un millón de suscriptores en su canal de YouTube.

## Incursión en la política
Pulido Hernández fue candidato al senado en las elecciones legislativas de 2022, obtuvo una sorpresiva victoria con 185 399 votos convirtiéndose en el más votado de su coalición, superando en votos a figuras políticas como el exvicepresidente Humberto de La Calle.
En mayo de 2022 Jota Pe anunció su apoyo al candidato presidencial Rodolfo Hernández para las elecciones de 2022 quien obtuvo la segunda votación más alta y pasó a disputar la segunda vuelta con Gustavo Petro. Días después Jota Pe le retiró su apoyo debido a que los principales políticos cercanos a Álvaro Uribe declararon su respaldo a Rodolfo Hernández.
Una vez en el congreso el senador Pulido se ha mostrado crítico del gobierno de Petro y los congresistas de la coalición de gobierno Pacto Histórico con quienes ha sostenido varias controversias. A su vez, Pulido ha coincidido con políticos de partidos de oposición como el Centro Democrático y Cambio Radical en temas como la moción de censura a ministros del gobierno y las marchas contra el gobierno organizadas desde esos mismos sectores.
Igualmente se ha opuesto al impuesto a las iglesias y a la ley que regula el Cannabis de uso adulto, iniciativas impulsadas desde su partido, lo que ha causado enfrentamientos con congresistas de su bancada como Inti Asprilla, y algunos congresistas lo han señalado de estar más cerca de las posturas ideológicas de la oposición o del uribismo que a las de su partido. Pulido ha dicho que es independiente.
 En enero de 2024 varias de las mujeres integrantes del partido Alianza Verde solicitaron la expulsión de Pulido por haber publicado un video cargado de insultos contra la entonces recién fallecida senadora Piedad Córdoba.